# Johan Eriksson (ishockeyspelare född 1992)
Johan Eriksson, född 13 januari 1992 i Sundsvall, är en svensk före detta professionell ishockeyspelare (back).
Han har spelat för Mora IK och IF Sundsvall Hockey under sin karriär.

## Extern länk
- Presentation och statistik för Johan Eriksson som spelare  på Elite Prospects.